# Max-Planck-Institut für Kognitions- und Neurowissenschaften
Das Max-Planck-Institut für Kognitions- und Neurowissenschaften (MPI CBS) ist eine außeruniversitäre Forschungseinrichtung der Max-Planck-Gesellschaft zur Förderung der Wissenschaften e. V. (MPG), die sich der Erforschung kognitiver Fähigkeiten und Eigenschaften des Menschen und den zugrundeliegenden neurophysiologischen Prozessen widmet. Besondere Schwerpunkte sind der Spracherwerb, die Wahrnehmung von Sprache und Musik, Planung und Ausführung von Handlungen, Soziale Neurowissenschaft sowie die Funktionelle Magnetresonanztomografie. 
Das Institut entstand in seiner jetzigen Form am 1. Januar 2004 aus der Zusammenführung der Max-Planck-Institute für neuropsychologische Forschung (Leipzig, seit 1995) beziehungsweise für psychologische Forschung (München, seit 1981). Die Standorte in München mit Schwerpunkt auf Verhaltensforschung und Leipzig mit eher neurowissenschaftlichem Profil bestanden noch für eine Übergangsphase von zwei Jahren nebeneinander. Ende 2006 wurde der Münchner Arbeitsbereich komplett nach Leipzig verlegt. 
Das Institut besteht derzeit aus vier Abteilungen und beschäftigt 300 Wissenschaftler und Doktoranden aus diversen wissenschaftlichen Fachrichtungen – etwa Psychologie, Physik, Medizin und Informatik, aber auch Linguistik, Musik- und Sportwissenschaft. Zur technischen Ausstattung gehören vier 3-Tesla starke Magnetresonanztomographen sowie einer der seltenen Tomographen mit einer Feldstärke von 7-Tesla.
Direktoren sind Angela D. Friederici (Abteilung Neuropsychologie), Arno Villringer (Abteilung Neurologie), Nikolaus Weiskopf (Abteilung Neurophysik) und Christian Doeller (Abteilung Psychologie).
Emeritierte und ehemalige Direktoren sind Tania Singer (ehemalige Abteilung Soziale Neurowissenschaft), Robert Turner (ehemalige Abteilung Neurophysik), Wolfgang Prinz (ehemalige Abteilung Psychologie) und der einstige Gründungsdirektor Detlev Yves von Cramon (ehemalige Abteilung Kognitive Neurologie).